# Santo Tomé (Spanyolország)
Santo Tomé egy község Spanyolországban, Jaén tartományban. Santo Tomé Úbeda, Villacarrillo, Santiago-Pontones, La Iruela, Chilluévar és Cazorla községekkel határos. Lakosainak száma 2077 fő (2024).

## Népesség
A település népessége az elmúlt években az alábbi módon változott:
| Lakosok száma | 2332 | 2275 | 2324 | 2460 | 2635 | 2330 | 2208 | 2139 | 2105 | 2077 |
|               | 2001 | 2004 | 2007 | 2009 | 2012 | 2014 | 2017 | 2019 | 2022 | 2024 |